# Arhopalus foveatus
Arhopalus foveatus es una especie de escarabajo longicornio del género Arhopalus, tribu Asemini, subfamilia Spondylidinae. Fue descrita científicamente por Chiang en 1963.

## Descripción
Mide 19 milímetros de longitud.

## Distribución
Se distribuye por China.